# Trg SNP, Banska Bistrica
Trg slovaške narodne vstaje (Námestie Slovenského národného povstania) ali trg SNP (Námestie SNP) je območje v središču Banske Bistrice na Slovaškem, poimenovano po vstaji leta 1944. Bilo je središče mestnega življenja in prestižni naslov več kot 600 let. V 20. stoletju so na trgu občasno potekala množična srečanja, ki so proslavljala najprej nacionalno neodvisnost, nato poraz vstaje, po katerem je zdaj poimenovan, in nazadnje spomin na dogodek. Obkrožen s kavarnami, restavracijami in majhnimi trgovinami, je priljubljeno mesto za zadrževanje domačinov in turistična atrakcija, znana po svojih zgodovinskih stavbah in vizualni privlačnosti. Celoten trg je brezplačna javna dostopna točka WiFi.

## Zgodovina

### Trg
Osrednje območje, obkroženo z domovi trgovcev in poslovnežev, je bilo znano kot (mesto) »trg«, Ring v nemščini (dobesedno »krog«, beseda, ki se je v preteklosti uporabljala v pomenu »tržnica«) in Rínok v slovaščini, že stoletja. Potem ko je Banska Bistrica v 13. stoletju dobila svojo kraljevo listino, so »trški meščani« (nemško Ringbürger, latinsko circulari) z bivališči na trgu pridobili posebne privilegije med državljani svobodnega kraljevega mesta (samoupravna občina zunaj okrajna jurisdikcija − neposredno pod monarhom in z lastnim predstavništvom v parlamentu). Beseda Ringbürger je v Banski Bistrici skozi 19. stoletje ostala častna oznaka, »cenjeni državljan«.

### Glavni trg in Trg kralja Bele IV.
Ko so se drugje v Banski Bistrici razvili novi mestni trgi, so osrednjega začeli imenovati Glavni trg (slovaško Hlavné námestie; mesto je imelo slovaško večino, nemško manjšino, z razpršenimi Madžari do konca 18. stoletja). Budimpešta je formalizirala ime v madžarski različici (Fő tér) v 1860-ih kot del prizadevanj za dodelitev madžarskih imen vsem krajem v državi in poudarila zgodovino leta 1886 s preimenovanjem v Trg kralja Béle IV- (madžarsko IV. Béla király tér, slovaško Námestie kráľa Bela IV.) po monarhu, ki je leta 1255 Banski Bistrici podelil kraljevo listino.

### Masarykov trg
Ime osrednjega trga je ostalo tarča politikov tudi v 20. stoletju. Do leta 1923 so ga že preimenovali v »Masarykov trg« (Masarykovo námestie) po prvem predsedniku države Tomášu Masaryku, kmalu po ustanovitvi Češko-Slovaške (kmalu brez vezaja kot Češkoslovaška) leta 1918. Na trgu so se množično zbrali ob praznovanju nove državnosti med obiskom predsednika Masaryka leta 1923. Banska Bistrica je postala upravno središče osrednjeslovaškega okrožja, kar je povečalo vlogo trga v družbenem, gospodarskem in političnem življenju regije.

### Trg Andreja Hlinke
Mesec dni po tem, ko je Slovaška oktobra 1938 pridobila avtonomijo, so trg preimenovali v »Trg Andreja Hlinke« (Námestie Andreja Hlinku) po voditelju največje stranke z avtonomijo v svojem programu. 29. avgusta 1944 je Banska Bistrica postala središče slovaške narodne vstaje proti totalitarni vladi države in njenemu zavezništvu z Nemčijo, najobsežnejšega upora v zahodni in srednji Evropi med drugo svetovno vojno. Trg je postal zbirališče upornikov. Po zadušitvi vstaje je oktobra 1944 na trg prišel predsednik Jozef Tiso na odobritveno slovesnost odlikovanja nemških vojakov, ki so premagali slovaške upornike.

### Trg SNP
Ko je bila Slovaška leta 1945 ponovno vključena v okrnjeno Češkoslovaško, so trg najprej preimenovali v Trg narodne vstaje (Námestie Národného povstania) in sčasoma v Trg slovaške narodne vstaje (Námestie Slovenského národného povstania). Ime je do danes ostalo nespremenjeno. Trg je bil prizorišče množičnih komemoracij na dogodek, ki so jih komunistične oblasti uprizorile enkrat na pet let večji del svoje vladavine.
Zgodnji dogodek med žametno revolucijo so bile študentske demonstracije na trgu SNP 21. novembra 1989, del ljudskega gibanja, ki je povzročilo padec komunizma.

## Stavbe
Na trgu dominira stolp z uro, zgrajen leta 1552. Čeprav je manj znan kot njegov slavni dvojnik v Pisi, je poševni stolp z vrhom 40 centimetrov stran od navpičnice. Gosti glavno anteno, zaradi katere je celoten trg SNP brezplačen WiFi, ki ga zagotavlja mesto. V 18. stoletju so na trgu postavili kužno znamenje (slovaško Morový stĺp) v zahvalo Devici Mariji, da je odpravila smrtonosno kugo. Steber je bil začasno odstranjen pred obiskom sovjetskega voditelja Nikite Hruščova leta 1964, ker je verski simbol veljal za preveč neprijetno ozadje za govor komunističnega voditelja. Stolnica sv. Frančiška Ksaverija (slovaško Kapitulský kostol) je kopija jezuitske cerkve Il Gesù v Rimu in je od leta 1776 sedež rimskokatoliške škofije Banská Bystrica. Thurzova hiša gosti zgodovinsko razstavo Muzeja Srednje Slovaške (slovaško Stredoslovenské múzeum), najstarejšega muzeja v mestu. Drugi večji spomeniki na trgu vključujejo secesijski vodnjak z začetka 20. stoletja in črni obelisk, postavljen v čast sovjetskim vojakom, padlim med osvoboditvijo mesta leta 1945.